# 蓝甲
蓝甲即甲弧影（月牙）呈蓝色，可见于银质沉着症和肝豆状核变性，也有见于血红蛋白M病和遗传性肢端唇部毛细血管扩张症的病例报告。 
在肝豆状核变性中，蓝色主要累及甲弧影（色素沉着最明显）并在近端逐渐变淡。而在银质沉着症中，指甲会永久性地呈现石板蓝色，且在甲弧影处最为明显。米诺环素也可使甲弧影呈现蓝灰色。